# Tori Bowie
Frentorish "Tori" Bowie (Sand Hill, 27 de agosto de 1990 – Orange, 23 de abril de 2023) foi uma velocista, saltadora e campeã olímpica e mundial norte-americana.
Bicampeã do salto em distância da NCAA, o campeonato nacional universitário americano, representou o país num evento global pela primeira vez no salto em distância do Campeonato Mundial de Atletismo Indoor de 2014 realizado na Polônia, mas ficou apenas em último lugar nas eliminatórias.
Atleta versátil, competindo como velocista baixou pela primeira a marca de 11s para os 100 m rasos – 10s94 – no campeonato nacional do mesmo ano e conseguiu um recorde pessoal no salto em distância de 6,95 m nos Millrose Games, em Nova York. Em 2015, ao vencer os 100 m na seletiva americana, foi selecionada para competir no Mundial de Pequim 2015 onde conquistou a medalha de bronze. Em 2016, marcou 10s78 para os 100 m na seletiva para os Jogos Olímpicos, conseguindo uma vaga na equipe para os Jogos. Na Rio 2016, medalhou em todas as provas de que participou, com uma medalha de prata nos 100 m, à frente da bicampeã olímpica Shelly-Ann Fraser-Pryce da Jamaica, bronze nos 200 m e tornou-se campeã olímpica ao integrar o revezamento 4x100 m medalha de ouro junto com Allyson Felix, Tianna Bartoletta e English Gardner, que estabeleceu a segunda melhor marca do mundo na prova, 41s01.
Foi campeã mundial dos 100 m rasos em Londres 2017, com a marca de 10,85s, e integrando o revezamento 4x100 m dos EUA.

## Morte
Em 2 de maio de 2023, foi anunciado que Bowie havia morrido aos 32 anos. Depois de não ser vista por vários dias, as autoridades fizeram uma verificação em sua casa e a encontraram morta. Segundo relatório da autópsia, a atleta, que estava com 8 meses de gravidez, entrou em trabalho de parto e sofreu complicações, incluindo dificuldades de respirar e eclampsia, o que levou ao seu óbito, em 23 de abril.